# Eleuthemis
Eleuthemis – rodzaj ważek z rodziny ważkowatych (Libellulidae).

## Zasięg występowania
Rodzaj obejmuje gatunki występujące w Afryce Subsaharyjskiej.

## Systematyka
Rodzaj ten wprowadził w 1910 roku Friedrich Ris dla nowo opisanego przez siebie gatunku Eleuthemis buettikoferi. Gatunek ten przez wiele lat był uznawany za jedynego przedstawiciela Eleuthemis, stąd część starszych stwierdzeń E. buettikoferi dotyczy później opisanych gatunków z tego rodzaju. Za synonim E. buettikoferi uznawany był E. quadrigutta (opisany w 1974 roku przez Pinheya jako podgatunek, w 1984 roku podniesiony przez niego do rangi gatunku), ale w 2015 roku Dijkstra et al. uznali go za osobny gatunek, opisali też trzy kolejne gatunki należące do tego rodzaju. Łącznie do Eleuthemis zaliczanych jest zatem pięć gatunków.

### Podział systematyczny
Do rodzaju należą następujące gatunki:
- Eleuthemis buettikoferi Ris, 1910
- Eleuthemis eogaster Dijkstra, 2015
- Eleuthemis libera Dijkstra & Kipping, 2015
- Eleuthemis quadrigutta Pinhey, 1974
- Eleuthemis umbrina Dijkstra & Lempert, 2015